# Carrie & Lowell
Carrie & Lowell là album phòng thu thứ bảy của nam nhạc sĩ người Mỹ Sufjan Stevens. Album được phát hành thông qua Asthmatic Kitty vào ngày 31 tháng 3 năm 2015. Không giống như album phòng thu nhạc điện tử trước đó The Age of Adz, rải rác một số phần trong Carrie & Lowell được trình bày hoàn toàn bằng các nhạc khí. Album cũng đánh dấu sự trở lại của Stevens với phong cách indie folk ở thuở đầu sự nghiệp. Đài phát thanh NPR cho phép khán giả nghe trước album trong vòng một tuần. Cái chết của bà Carrie, mẹ của Stevens, là nguồn cảm hứng cho Carrie & Lowell. Tựa đề album là chính tên bà cùng tên người chồng thứ hai của bà, ông Lowell Brams.
Sau khi phát hành, Carrie & Lowell nhận được nhiều lời khen ngợi từ đông đảo các nhà phê bình âm nhạc. Nhiều nhà phê bình đánh giá đây là album xuất sắc nhất trong sự nghiệp của Stevens. Album cũng được nhiều tạp chí và trang web âm nhạc đánh giá là một trong những album xuất sắc nhất năm 2015.

## Thu âm
Album được thu âm tại phòng thu tại nhà của Stevens ở Brooklyn, một số bài hát được thu ở Oregon, tại Portland's Flora Studios vào năm 2014. Các bài hát lấy cảm hứng từ cái chết của mẹ anh là Carrie năm 2012 (cái tên còn lại trên tiêu đề album là của bố dượng anh).

## Diễn biến thương mại
Carrie & Lowell ra mắt ở vị trí thứ 10 trên bảng xếp hạng Billboard 200 với doanh số đạt 53.000 đơn vị album tương đương, trong đó có 51.000 bản là album thuần. 2.000 đơn vị còn lại là doanh số đến từ hoạt động stream và tải xuống các bài hát. Album cũng ra mắt ở vị trí thứ 10 trên bảng xếp hạng Canadian Albums Chart với doanh số đạt 4.400 bản. Tính đến tháng 7 năm 2015, Carrie & Lowell đã bán ra 105.000 bản trên thị trường Hoa Kỳ, trong đó bao gồm 44.900 bản là đĩa vinyl. Vào tháng 6 năm 2017, album được BPI chứng nhận Bạc cho doanh số bán ra đạt 60.000 đơn vị tại Anh Quốc.

## Tiếp nhận phê bình
| Đánh giá chuyên môn  | Đánh giá chuyên môn |
| Điểm trung bình      | Điểm trung bình     |
| Nguồn                | Đánh giá            |
| -------------------- | ------------------- |
| AnyDecentMusic?      | 8,8/10              |
| Metacritic           | 90/100              |
| Nguồn đánh giá       |                     |
| Nguồn                | Đánh giá            |
| AllMusic             | [ 16 ]              |
| The A.V. Club        | A                   |
| The Daily Telegraph  | [ 18 ]              |
| Entertainment Weekly | A−                  |
| The Guardian         | [ 20 ]              |
| The Independent      | [ 21 ]              |
| NME                  | 9/10                |
| Pitchfork            | 10/10               |
| Rolling Stone        | [ 24 ]              |
| Spin                 | 8/10                |

Carrie & Lowell nhận được nhiều lời tán dương từ các nhà phê bình âm nhạc. Trên Metacritic, một trang đưa ra số điểm chuẩn trên thang 100 dựa trên các bài đánh giá của các xuất bản phẩm phổ biến, album nhận được điểm trung bình là 90 dựa trên 40 bài đánh giá, tương ứng với nhận xét "được tán dương rộng rãi". Trong bài đánh giá đăng tải Pitchfork, Brandon Stosuy viết rằng: "album mới của Sufjan Stevens, Carrie & Lowell, là album xuất sắc nhất của anh."

### Danh hiệu
| Xuất bản phẩm | Danh sách                                            | Năm  | Vị trí | Ng.    |
| ------------- | ---------------------------------------------------- | ---- | ------ | ------ |
| The A.V. Club | 15 album xuất sắc nhất năm 2015                      | 2015 | 3      | [ 26 ] |
| The A.V. Club | 50 album xuất sắc nhất thập niên 2010                | 2019 | 15     | [ 27 ] |
| The Guardian  | 50 album xuất sắc nhất năm 2015                      | 2015 | 2      | [ 28 ] |
| The Guardian  | 100 album xuất sắc nhất thế kỷ 21                    | 2019 | 37     | [ 29 ] |
| Musica Neto   | 100 album xuất sắc nhất năm 2015                     | 2015 | 1      | [ 30 ] |
| NME           | Những album của năm 2015 theo NME                    | 2015 | 24     | [ 31 ] |
| Pitchfork     | 50 album xuất sắc nhất năm 2015                      | 2015 | 6      | [ 32 ] |
| Pitchfork     | Top 50 album của năm 2015 theo bình chọn của độc giả | 2015 | 2      | [ 33 ] |
| Pitchfork     | 200 album xuất sắc nhất thập niên 2010               | 2019 | 17     | [ 34 ] |
| HMV           | Những tác phẩm xuất sắc nhất năm 2015                | 2015 | 1      | [ 35 ] |
| Rough Trade   | Những album của năm 2015                             | 2015 | 12     | [ 36 ] |
| Stereogum     | 50 album xuất sắc nhất năm 2015                      | 2015 | 5      | [ 37 ] |
| OOR           | Album của năm                                        | 2015 | 1      | [ 38 ] |

## Danh sách bài hát
Tất cả các ca khúc được viết bởi Sufjan Stevens.
| STT              | Nhan đề                               | Thời lượng |
| ---------------- | ------------------------------------- | ---------- |
| 1.               | "Death with Dignity"                  | 4:00       |
| 2.               | "Should Have Known Better"            | 5:08       |
| 3.               | "All of Me Wants All of You"          | 3:41       |
| 4.               | "Drawn to the Blood"                  | 3:18       |
| 5.               | "Eugene"                              | 2:26       |
| 6.               | "Fourth of July"                      | 4:40       |
| 7.               | "The Only Thing"                      | 4:44       |
| 8.               | "Carrie & Lowell"                     | 3:14       |
| 9.               | "John My Beloved"                     | 5:03       |
| 10.              | "No Shade in the Shadow of the Cross" | 2:40       |
| 11.              | "Blue Bucket of Gold"                 | 4:44       |
| Tổng thời lượng: | Tổng thời lượng:                      | 43:35      |

## Những người thực hiện
| Âm nhạc và trình bày - Sufjan Stevens – hát, guitar, phối khí - Thomas Bartlett – hát, phối khí - Sean Carey - Casey Foubert - Ben Lester - Nedelle Torrisi - Laura Veirs – hát đệm trong ca khúc "Should Have Known Better" | Kỹ thuật - Josh Bonati – master và cắt đĩa than - Pat Dillett – phối khí - Chad Copelin – kỹ sư (tại Black Watch) - Jarod Evans – kỹ sư (tại Black Watch) - Brian Joseph – kỹ sư (tại April Base) - Tucker Martine – kỹ sư (tại Flora) |

## Xếp hạng và chứng nhận
| Bảng xếp hạng (2015)                     | Vị trí cao nhất |
| ---------------------------------------- | --------------- |
| Album Úc (ARIA)                          | 11              |
| Album Áo (Ö3 Austria)                    | 68              |
| Album Bỉ (Ultratop Vlaanderen)           | 10              |
| Album Bỉ (Ultratop Wallonie)             | 33              |
| Album Hà Lan (Album Top 100)             | 6               |
| Album Phần Lan (Suomen virallinen lista) | 38              |
| Album Pháp (SNEP)                        | 50              |
| Album Đức (Offizielle Top 100)           | 51              |
| Album New Zealand (RMNZ)                 | 27              |
| Album Na Uy (VG-lista)                   | 9               |
| Album Bồ Đào Nha (AFP)                   | 18              |
| Album Tây Ban Nha (PROMUSICAE)           | 30              |
| Album Thụy Điển (Sverigetopplistan)      | 27              |
| Album Thụy Sĩ (Schweizer Hitparade)      | 29              |
| Album Anh Quốc (OCC)                     | 6               |
| Album Hoa Kỳ Billboard 200               | 10              |

| Bảng xếp hạng (2015) | Vị trí |
| -------------------- | ------ |
| Hà Lan (MegaCharts)  | 98     |

| Quốc gia | Chứng nhận | Số đơn vị/doanh số chứng nhận |
| --- | ---------- | ----------------------------- |
| Anh Quốc (BPI) | Bạc        | 60.000‡                       |
| * Chứng nhận dựa theo doanh số tiêu thụ. ^ Chứng nhận dựa theo doanh số nhập hàng. ‡ Chứng nhận dựa theo doanh số tiêu thụ và phát trực tuyến. |            |                               |